# さくら証書
「さくら証書」（さくらしょうしょ）は、八神純子の32枚目のシングル。2012年1月25日にSony Music Directから、カバーアルバム『VREATH 〜My Favorite Cocky Pop〜』と同時リリースされ、表題曲はNHKのラジオ番組『ラジオ深夜便』“深夜便のうた”として2012年の1月から3月まで放送された。シングルとしては2000年にリリースされた「Puesta der sol」以来、約12年ぶりとなる。

## 制作の背景

### さくら証書
作詞、作曲とも八神と大江千里の共作によるもので、子供の成長を見守る母の気持ちを歌ったミディアム・バラードとなっている｡ 
NHKが『ラジオ深夜便』の“深夜便のうた”として放送する曲を募集していることを知り、八神は2曲を提出した。ソニー・ミュージックの担当者から、同社内のレーベルに所属する大江千里の曲も1曲提出していいかと問われ、八神は自分の曲が選ばれる自信があったが、予想に反して選ばれたのは大江の曲であった。曲を聴いた八神は、すごく素敵な曲だしそれなら自分は歌詞を書こうと思い、それまで面識も無かった大江にネット上で初めて連絡をとったところ、「この曲は実は未完成なので、八神さんが完成させてください」との返事があったため、二人の共作という形が取られることとなった。当時八神は子育てがひと段落し、自分の人生をもう一度見直そうと思っていた頃でもあって、その心境を反映させて曲を仕上げた。この曲は、八神が積極的に参加する東日本大震災・復興支援チャリティコンサートの定番曲となっている。

### あなたを愛しすぎて
作詞に松井五郎を迎え、八神との共作で作られた。愛しすぎた為に別れてしまう男女の姿を描いている。

## 収録曲
| 全編曲: 中村康就。 |                                             |                   |                   |       |
| #                  | タイトル                                    | 作詞              | 作曲              | 時間  |
| 1.                 | 「さくら証書」                              | 八神純子 大江千里 | 八神純子 大江千里 | 4:10  |
| 2.                 | 「あなたを愛しすぎて」                      | 八神純子 松井五郎 | 八神純子          | 4:32  |
| 3.                 | 「さくら証書」(オリジナル･カラオケ)         |                   |                   | 4:11  |
| 4.                 | 「あなたを愛しすぎて」(オリジナル･カラオケ) |                   |                   | 4:28  |
| 合計時間:          | 合計時間:                                   | 合計時間:         | 合計時間:         | 17:21 |

## リリース日一覧
| 地域 | リリース日    | レーベル          | 規格           | カタログ番号 | 備考   |
| ---- | ------------- | ----------------- | -------------- | ------------ | ------ |
| 日本 | 2012年1月25日 | Sony Music Direct | マキシシングル | MHCL-2012    | STEREO |

## タイアップ
| 曲順 | 曲名       | タイアップ                                                                | 備考                                                                  |
| ---- | ---------- | ------------------------------------------------------------------------- | --------------------------------------------------------------------- |
| 1    | さくら証書 | NHK『ラジオ深夜便』“深夜便のうた”2012年1-3月放送曲                        |                                                                       |
| 1    | さくら証書 | BSジャパン『グッドマザーズ 母から生まれたすべての人へ』オープニングテーマ | アルバム『Here I am 〜Head to Toe〜』収録の別バージョンが採用された。 |

## 関連作品
- 『Here I am 〜Head to Toe〜』
- 『Here I am premium』
- 『大人のJ-POPカレンダー 365 Radio Songs 4月～桜～[9]』 ※桜をテーマとしたコンピレーション・アルバム